# Zoreane, Mejova
Zoreane (în ucraineană Зоряне) este localitatea de reședință a comunei Zoreane din raionul Mejova, regiunea Dnipropetrovsk, Ucraina.

## Demografie
Componența lingvistică a localității Zoreane
     Ucraineană (89,72%)
     Rusă (4,11%)
     Alte limbi (0,29%)
Conform recensământului din 2001, majoritatea populației localității Zoreane era vorbitoare de ucraineană (89,72%), existând în minoritate și vorbitori de rusă (4,11%).